# Casa del Burcardo

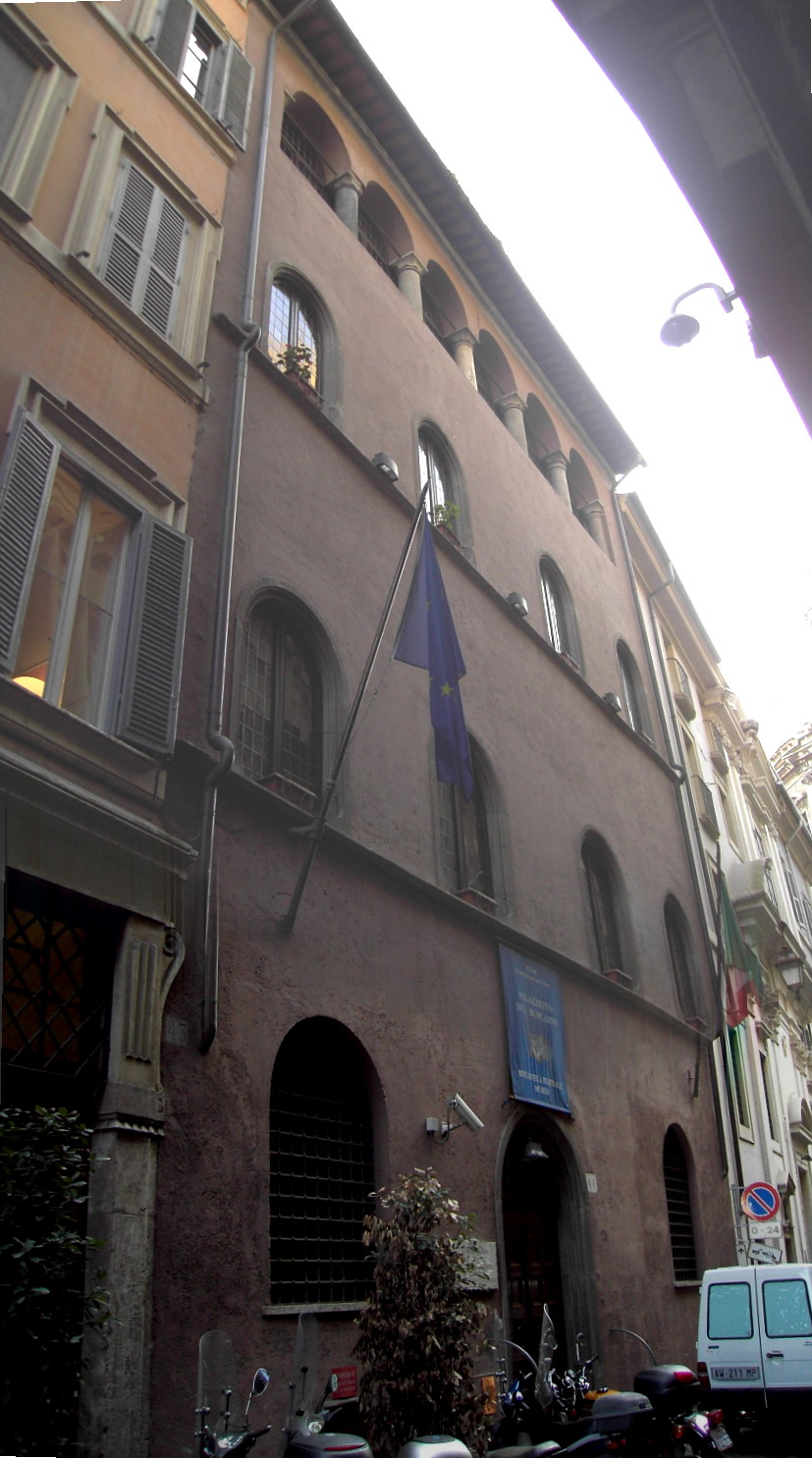
Vista da fachada

Casa del Burcardo ou Palazzetto del Burcardo é um palácio gótico tardio localizado no número 44 da Via del Sudario, no rione Sant'Eustachio de Roma. Desde 1932, abriga o Biblioteca e Museo teatrale del Burcardo, um referência a Johannes Burckardt, bispo da Alsácia e membro da cúria apostólica, cujo nome italianizado era Giovanni Burcardo.
Foi Domenico Gnoli, em 1908, que identificou Burckardt como sendo o primeiro proprietário do palacete, uma atribuição perdida por séculos.

## História
Burckardt (em italiano:  Burcardo) nasceu em Nieder-Haslach, perto de Estrasburgo, em algum momento entre 1445 e 1450. Em Roma em 1467, Burcardo teve uma carreira rápida, exercendo diversas funções importantes para quatro papas sucessivos: Inocêncio VIII (1484-1492), Alexandre VI (1492-1503), Pio III (1503-1503) e Júlio II (1503-1513). Foi Nomeado capelão pontifício em 1478 e, apenas três anos depois, protonotário apostólico e clérigo pontifício, o responsável pelo cerimonial da capela papal. Em 1503, Júlio III o nomeou bispo de Orte e Civita Castellana. Um expert em línguas, Burcardo escreveu diversos tratados sobre o cerimonial religioso, mas seu nome é mais conhecido por causa do "Liber Notarum", o diário que escreveu de 25 de dezembro de 1484 até 27 de abril de 1506, anotando detalhes relativos à vida na corte papal e que se tornou uma fonte muito importante de informações sobre o período.
Em 1491, Burcardo alugou do mosteiro de Farfa um terreno perto da Via Papalis, o trajeto seguido pelos papas e uma suntuosa procissão quando ele saía do território pontifício. O terreno abrigava os restos de um convento medieval em ruínas. Ali, ele ordenou a construção de sua residência privada, englobando na construção parte do edifício preexistente, incluindo uma torre.
O Palazzetto del Burcardo, como o edifício ficou conhecido, foi construído entre 1491 e 1500 anexando a torre, que passou a ser conhecida com o nome de "Argentina". O complexo era composto por duas estruturas principais, a residência principal, de frente para a moderna Via del Sudario, e a secundária, onde estava o estábulo e os cômodos dos empregados. O alto da torre se erguia acima do edifício principal, como testemunham as impressões da época. Uma anotação no "Liber Notarum" fala da iluminação utilizando tochas acesas no alto da torre por ocasião da festa de São Bento de 21 de março de 1500. Neste mesmo ano, portanto, a construção do palácio já estava terminada.
Em 1503, começou uma disputa entre Burcardo e a poderosa família Cesarini, proprietária de um terreno vizinho ao alugado por ele. O próprio Burcardo contou sobre o episódio no "Liber Notarum", com data de 31 de janeiro de 1503:
| “ | No próprio dia, último do mês de janeiro, eu rezei ao Nosso Senhor porquê ontem o cardeal Cesarini me fez saber através de seu camareiro, Sebastiano, que eu deveria remover todas as minhas roupas dos quartos construídos por mim de frente para o seu jardim porque esta manhã ele iria entrar e se apropriar delas como propriedades a ele devidas. | ” |

O papa, não desejando negar ajuda a Burcardo e nem perder a amizade da família Cesarini, encarregou o arcebispo de Ragusa de resolver a questão. Este, salomonicamente, sentenciou que a casa deveria ser entregue aos Cesarini somente depois da morte de Burcardo.
Depois que ele morreu, em 1506, os Cesarini passaram a tratar o edifício como uma propriedade secundária. Ainda é possível ver a torre do palacete em gravuras dos séculos XVI e XVII. A família Sforza adquiriu o palacete em 1711 e, em 1730, o duque Giuseppe Cesarini Sforza começou a construção do Teatro Argentina com base num projeto de Gerolamo Theodoli, o que levou à demolição de parte do palacete; a ligação com Burcardo foi sendo esquecida. O que restou, incluindo a torre, foi dividido em ambientes de serviço anexos ao teatro. No final do século XVIII, o alto da torre foi demolido, pois já não aparece na "Pianta di Roma" de Giuseppe Vasi, de 1781.
Em 1824, o duque Salvatore Cesarini cedeu em enfiteuse perpétua o Teatro Argentina a Pietro Cartoni e sua família, incluindo o Palazzetto del Burcardo. O teatro foi adquirido por Alessandro Torlonia em 1843, já sem o palacete, que continuou sendo utilizado como residência pela família Cartoni. O filho de Pietro, Massimo, entregou, na forma de dote, à sua irmã Amália o piso térreo, o piso nobre e o terceiro piso, e ao marido dela, Valerio Cappello, comprou o segundo piso de Alessandro Torlonia. Em 30 de outubro de 1869, o teatro foi adquirido pela Comuna de Roma e, em 1882, a propriedade Cartoni-Cappello seguiu o mesmo caminho. Aparentemente havia um plano de ampliar o teatro em si, por diversas outras propriedades no entorno foram adquiridas com esta finalidade. Nos anos seguintes, porém, o interesse arqueológico pela região aumentou muito. Em 1888, durante as obras de saneamento básico, foram descobertos restos do Teatro de Pompeu e outras descobertas rapidamente se seguiram até 1892 entre a Via del Monte della Farina e a Via dei Chiodaroli.
Já no início do século XX, em 1908, Domenico Gnoli atribui o palacete a Burcardo graças à identificação do brasão em pedra do prelado, um dragão rompante com uma estrela. Por conta disto, aumentou a preocupação com o estado de conservação da estrutura e o destino de um dos pouquíssimos exemplos da arquitetura gótica em Roma: "A casa de Burckard é uma ruína. Demolida a bela escada, desmoronadas as nervuras das abóbadas, misturada na construção a torre, atravancado o pátio interno por uma barraca utilizada para aquecimento, a bela lógia, reduzida hoje a um quartinho da primeira dona, recortada por uma escada e por divisórias...". Por causa do trabalho de Gnoli, foi abandonado o projeto do arquiteto Cesare Pizzicaria, que previa abrigar os escritórios da Comuna em um único complexo que seria construído no local do atual Largo di Torre Argentina e que teria levado à demolição de todas as residências privadas entre a Via dei Barbieri, Via del Sudario e a Via del Monte della Farina.
Em 1923, o Palazzetto del Burcardo passou por uma primeira obra de restauração por ordem de Antonio Muñoz, da Comuna de Roma. As obras foram entregues a Adolfo Pernier. Nesta primeira restauração foram evidenciados os tetos pintados, as estruturas decorativas das abóbadas em peperino, foi reaberta a lógia do segundo piso e o trifório do primeiro, de frente para o pátio interno. Seis anos depois, o palacete passou para a SIAE com o objetivo de abrigar no futuro a sede do Museo del Teatro Nazionale e Biblioteca di Letteratura Drammatica. O edifício foi então novamente restaurado, desta vez pelo arquiteto Antonio Petrignani, entre 1929 e 1931. Esta obra salvou a estrutura principal do edifício; a secundária, reservada aos empregados, foi demolida. Em 1932, foi aberta ao público a Biblioteca e Raccolta Teatrale. O piso nobre e duas salas no térreo abrigavam o museu, o segundo e o quarto piso, os escritórios, e o terceiro serviu como sala de leitura e consulta da biblioteca. A sistematização dos ambientes e mobiliário da década de 1930 permaneceram intocados até 1987, quando sobrecarga na estrutura do edifício obrigou a Comuna de Roma a decretar sua inabitabilidade.
Na década de 1990, o palacete passou por novas restaurações por ordem da SIAE sob a direção da Comuna de Roma principalmente para reforçar a estrutura e para assegurar que estavam sendo cumpridos os requisitos de segurança previstos pela legislação mais moderna.

## Torre Argentina
Em seu estado atual, a Torre Argentina, anterior ao edifício de Burcardo, não é mais reconhecível pelo lado de fora do edifício. Contudo, da fachada interna, visível no pátio, é fácil distingui-la, delineada por uma sucessão de pequenas janelas cortinadas. Sua altura, reduzida ao longo dos séculos, se elevava antigamente acima do nível do telhado das residências vizinhas sem janelas ou com, no máximo, pequenas aberturas, ou seja, sem elementos que costumam suavizar esse tipo de construção. Este cume, com mísulas e mata-cães, apresentava merlões, um telhado e, ostentava, nos quatro lados, a inscrição "Argentina", muito similar ao que se pode ver na Tor Millina.
Durante a reforma na década de 1990, foi recuperado também um piso que estava até então enterrado e onde ficava a entrada original para a Torre Argentina. Nele é possível admirar a porta de acesso original e a escada perimetral que, no passado, provavelmente seguia por toda a altura da torre, mas hoje acaba no piso térreo. No primeiro piso, nos ambientes destinados ao museu, o espaço correspondente ao da antiga torre está um pequeno quarto quadrangular com nichos em peperino. Por tradição, considera-se que ali ficava a pequena capela privada de Burcardo. Entre o segundo e o terceiro piso, este último em restauração na década de 2010, foi restaurada a comunicação com a colocação de uma escada em parafuso de aço e peperino no local da antiga torre, que nesta altura tem um formato circular.